# Cima delle Saline
Cima delle Saline – szczyt w Alpach Liguryjskich. Leży we Włoszech w regionie Piemont. Szczyt można zdobyć ze schronisk: Rifugio Havis De Giorgio lub Rifugio Ciarlo-Bossi.